# Lonchura maja
El capuchino cabeciblanco (Lonchura maja) es una especie de ave paseriforme de la familia Estrildidae que vive en el sudeste asiático.

## Descripción

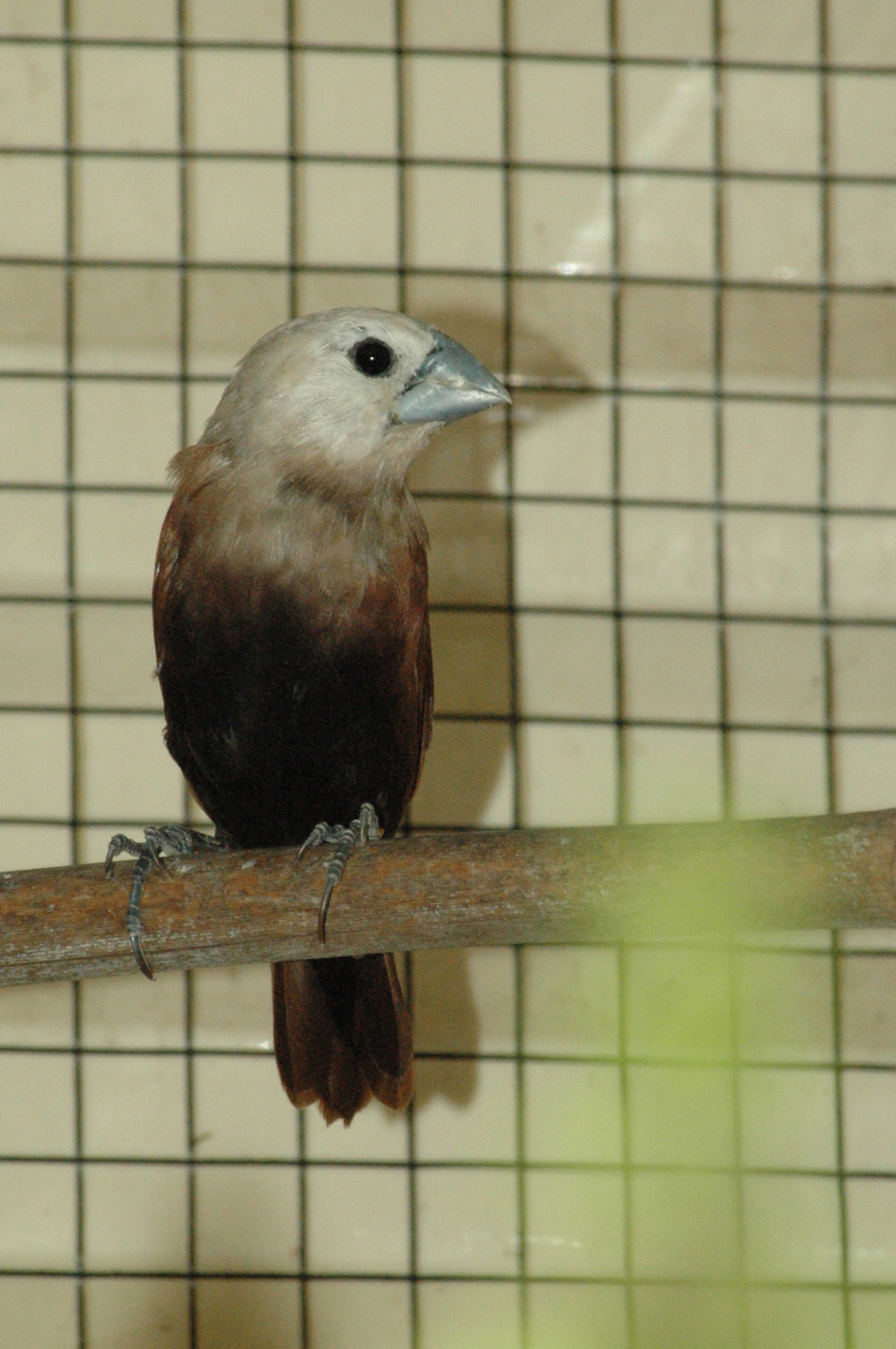
Ejemplar cautivo.

El capuchino cabeciblanco mide unos 11,5 cm de largo. Como indica su nombre su cabeza es blanca y su cuerpo es de color pardo, entre las cuales hay una zona de color marrón claro en cuello y pecho a modo de transición. Su pico es robusto y de color gris azulado como sus patas. El iris de sus ojos es marrón. Es similar al capuchino castaño (Lonchura atricapilla) pero con la cabeza blanca en lugar de negra. Los juveniles tienen la cabeza y las partes inferiores anteadas.
Emite una llamada aguda de tipo pii-iit.

## Distribución y hábitat
Se encuentra en la península malaya, el extremo sur de Indochina, Sumatra y Java e islas menores circundantes, distribuido por Indonesia, Malasia, Singapur, y el sur de Tailandia, Vietnam y Camboya. 
Suele encontrarse en los herbazales y humedales hasta los 500 m s. n. m. También frecuenta los arrozales.

## Comportamiento
Se alimenta principalmente de las semillas de las gramíneas. El la época de la cosecha del arroz se concentra en grandes bandadas que se dispersan en parejas en la época de cría. Su época de cría en Java es en febrero. Ponen alrededor de cinco huevos en un nido redondo hecho con hierba.